# سیارک ۹۲۳۵
سیارک ۹۲۳۵ (به انگلیسی: 9235 Shimanamikaido، نامگذاری:1997CT21) نه هزار و دویست و سی و پنجمین سیارک کشف شده‌است که در ۹ فوریه ۱۹۹۷ کشف شد.
قدر مطلق سیارک برابر ۱۶٫۰۰ است.